# مرد استانی
مرد استانی (تاگالوگ: FPJ's Ang Probinsyano) یک سریال تلویزیونی سریال تلویزیونی ۲۰۱۵ فیلیپین است که بر پایهٔ فیلم «فرناندو پو جی» (۱۹۹۷) همان عنوان، حسن نیت ارائه می‌دهد از FPJ Productions. این مبلغ توسط کوکو مارتین، همراه با بازیگران گروهی، صورت می‌گیرد. این طولانی‌ترین سریال درام سریال تلویزیونی در فیلیپین است.